# 마이클 크라이튼
마이클 크라이튼(본명: 존 마이클 크라이튼, John Michael Crichton, 1942년 10월 23일 ~ 2008년 11월 4일)은 미국의 과학소설가이자 텔레비전·영화 프로듀서이다. 시카고에서 태어나 하버드 대학교에서 학부와 메디컬 스쿨을 졸업했다. 로스앤젤레스에서 혈액암의 일종인 림프종으로 사망했다.

## 작품
가장 잘 알려진 작품으로는 스티븐 스필버그가 동명의 영화로 제작한 《쥬라기 공원》(1991)이 있다. 그는 또한 전 세계적인 성공을 거둔 텔레비전 시리즈 《ER》의 책임 프로듀서이기도 하다. 그 외 유명한 작품으로 《안드로메다 스트레인》(1969), 《스피어》(1987), 《프레이》(2002), 《콩고》, 동명의 영화로도 제작된 《떠오르는 태양》, 《타임라인》 등이 있다. 앤마리 마틴과 공동으로 영화 《트위스터》(1996)의 각본을 쓰기도 했다. 그의 작품은 대부분 과학 소설의 범주에 포함된다.
미국 시카고 대학교 초빙교수를 역임하였으며 소설 이외의 저서로는 자신의 자전적인 일을 다룬 《Travel》이 있다.